# Саранпауль
Саранпа́уль (манс. Саранпāвыл) — село в Берёзовском районе Ханты-Мансийского автономного округа — Югры России. Административный центр сельского поселения Саранпауль.
Расположено на правом берегу реки Ляпин, на Приполярном Урале.

## Название
Деревня была основана оленеводами-зырянами, вынужденными переселиться из традиционных мест обитания — высокогорных тундр Приполярного Урала из-за полного вымирания их оленей от эпизоотии. Коми-зыряне называли деревню Ляпин по имени реки, но со временем более употребительным стало мансийское название Саранпа́уль, означающее зырянский (саран) посёлок.

## История
Саранпауль стал последним населённым пунктом, в котором удерживалась власть правительства А. В. Колчака в Западной Сибири — он был взят красными только 26 января 1920 года.

## Население
| 2010 |
| ---- |
| 2575 |